# Paris–Roubaix 1896

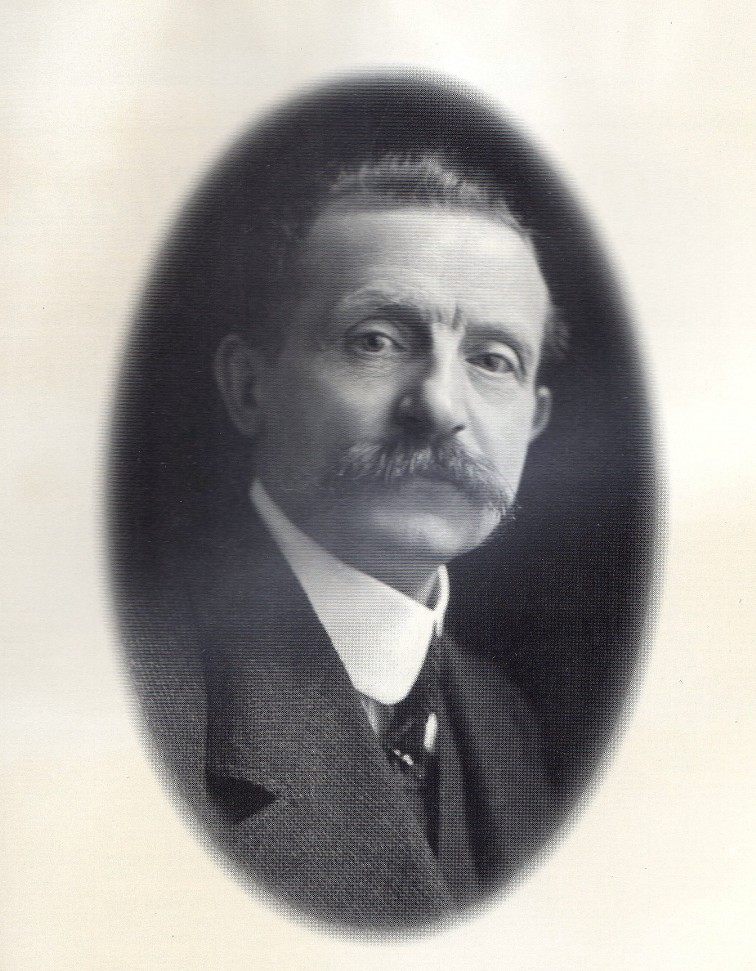
Theo Vienne war einer der Initiatoren des Rennens

Das Radrennen Paris–Roubaix 1896 war die erste Austragung des Radsportklassikers. Sie fand statt am Sonntag, den 19. April 1896; Sieger war der Deutsche Josef Fischer.

## Vorgeschichte und Planungen
Bis in die 1890er Jahre hinein fand Radsport in Frankreich hauptsächlich in Paris, das über mehrere Radrennbahnen verfügte, und südlich davon statt; das damals wichtigste französische Straßenrennen war Bordeaux–Paris. 1895 ließen Theo Vienne und Maurice Pérez, zwei Unternehmer aus Roubaix im Département Nord nahe der belgischen Grenze, in ihrer Stadt eine 333,33 Meter lange offene Radrennbahn errichten, das Vélodrome roubaisien, eine Vorläuferin der heutigen Radrennbahn von Roubaix. Vienne und Pérez wollten mit der Radrennbahn eine Attraktion für die Region schaffen sowie zusätzlich ein Straßenrennen konzipieren, das in den Norden Frankreichs führte und Roubaix, eine Industriestadt in der Provinz, bekannter machen sollte: Paris–Roubaix. Sie wandten sich an Paul Rousseau, den Chefredakteur von Le Vélo. Rousseau plante eine Strecke und sandte seinen Mitarbeiter Victor Breyer aus, diese zu testen. Bis Amiens fuhr Breyer mit einem Kollegen im Auto, am kommenden Tag weiter mit dem Fahrrad. Als er in Roubaix ankam, war er derartig schmutzig und durchgefroren, dass er daran dachte, das Rennen abzusagen. Doch nach einem Bad und einem guten Abendessen habe er seine Meinung geändert, so wird berichtet.
Bei der Planung der Strecke versuchte Breyer, Passagen mit Kopfsteinpflaster, belgisch Blöcke genannt, zu vermeiden, da man ein „leichtes“ Rennen durchführen wollte – „leicht“ im Gegensatz zu den bisherigen „Monsterrennen“ über mehrere hundert Kilometer, wie etwa Bordeaux–Paris. So waren die pavés nur auf den letzten 30 Kilometern zu finden, wo die Rennfahrer, um diesen auszuweichen, über Bürgersteige fuhren.
Die Organisatoren veröffentlichten die Ausschreibung für Paris-Roubaix in Le Vélo, und innerhalb von fünf Tagen hatten sich 35 Fahrer angemeldet, darunter der spätere Begründer der Tour de France, Henri Desgrange (der aber schließlich nicht startete). Als Preisgeld für den Sieger waren 1000 Francs ausgelobt, etwa das Siebenfache eines damaligen durchschnittlichen Monatsgehaltes. Insgesamt meldeten 102 Profis, von denen allerdings nur knapp die Hälfte an den Start ging. Darunter befanden sich der Deutsche Josef Fischer, die Franzosen Maurice Garin und Paul Guignard, der Waliser Arthur Linton sowie der aus Mauritius stammende farbige Fahrer Vendredi, der beim Start von den Zuschauern mit besonderem Applaus bedacht wurde. Dabei war auch Fritz Vanderstuyft, Vater der beiden belgischen Rennfahrer Arthur und Léon Vanderstuyft, die nach der Jahrhundertwende zur internationalen Steherelite gehörten. Des Weiteren gab es eine „Spezialkategorie“ von sieben Amateur-Fahrern aus der Region Nordfrankreich, die mit einem Vorsprung starteten. Der älteste von ihnen war mit 53 Jahren ein Mann namens A. Nezeloff aus Béthune.

## Rennverlauf

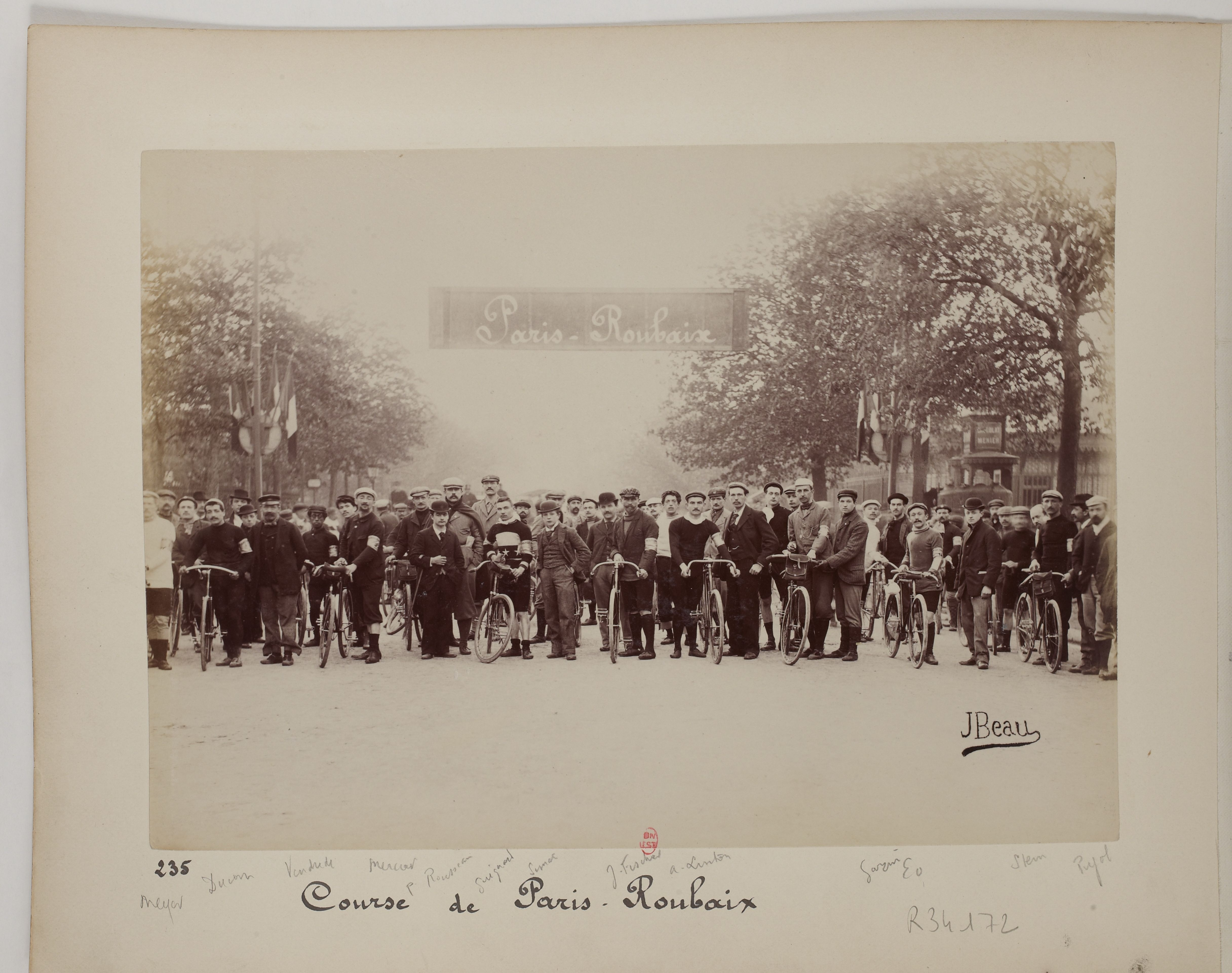
Vor dem Start des Rennens in Paris

Das Rennen wurde vor dem Restaurant Gillet an der Porte Maillot in Paris gestartet; im Restaurant selbst befand sich die Startnummernausgabe. Dieses Viertel von Paris galt als Treffpunkt der Radfahrer, da sich dort viele Fahrradgeschäfte befanden sowie Radsportler-Kneipen. Ab zwei Uhr morgens trafen dort die Organisatoren von Le Vélo, die Fahrer und Betreuer sowie nach und nach zahlreiche Zuschauer ein. Die Fahrer der „Spezialkategorie“ fuhren um 4 Uhr morgens los auf die 280 Kilometer lange Strecke. Die Organisatoren hatten dafür gesorgt, dass kurz nach dem Start ein Sonderzug mit Zuschauern nach Roubaix fuhr, der dort gegen 13 Uhr eintraf; obwohl die Fahrkarte mit 32 Francs teuer war, war der Zug ausverkauft.
Um 5:20 Uhr startete Victor Breyer das Rennen für 48 Profis. Die Fahrer folgten ihren Trainern, die auf Rädern – in der Regel Tandems – als Schrittmacher fungierten. In 32 Minuten war die erste Kontrollstelle nach 18 Kilometern erreicht, und es hatte sich eine Führungsgruppe von sieben Fahrern (Arthur Linton, Josef Fischer, Paul Guignard, Maurice Garin, Sardin, Charles Meyer und Lucien Stein) gebildet, denen weitere Fahrer im Abstand von einer Minute folgten. Weil der jüngere Bruder von Linton, Tom Linton, Probleme beim Steuern der Schrittmachermaschine hatte, fiel Arthur Linton im Wald von Saint Germain zeitweise aus der Führungsgruppe heraus.
Um 8:04 Uhr, nach 86 Kilometern, trafen die ersten Fahrer in Beauvais mit einer Durchschnittsgeschwindigkeit von 33 Kilometern pro Stunde ein. Linton führte, ihm folgten in kurzen Abständen Guignard, Garin, Fischer und Meyer. Die Fahrer der Spezialkategorie waren zu diesem Zeitpunkt schon eingeholt worden. Fischer steigerte das Tempo und lag bei der nächsten Kontrolle an Kilometer 117 in Breteuil gemeinsam mit Linton vorn; Garin hatte einen Rückstand von mehr als vier Minuten und Meyer von einer Viertelstunde. Nach 149,5 Kilometern in Amiens, wo den Führenden eine Prämie von 150 Francs erwartete, schlug Linton Fischer um eine halbe Radlänge. Bei der Fahrt aus der Stadt musste Linton jedoch einem Hund ausweichen und stürzte, erlitt zwar nur leichte Verletzungen, verlor jedoch in der Folge kontinuierlich an Boden. Aber auch Fischer hatte seine Schreckmomente: einmal scheute ein Pferd angesichts des Sportlers mit seinen Schrittmachern und ging durch, ein anderes Mal versperrten Kühe die Straße. Dennoch hatte Fischer in Doullens (Kilometer 179) seinen Vorsprung auf die folgenden Fahrer vergrößert. Um 12:17 Uhr erreichte er Arras (217 Kilometer) und machte einen frischen Eindruck; er trug sich ein und fuhr umgehend weiter. Garin folgte ihm nach 23 Minuten, nahm aber schnell eine Bouillon zu sich.
An der letzten Kontrollstation, außerhalb von Seclin, wurden die Fahrer von Zuschauern und einer Musikkapelle begrüßt; Zwischenstände des Rennens waren per Telegramm von den Kontrollpunkten aus nach Roubaix gemeldet worden. Die letzten 25 Kilometer bewältigte Josef Fischer in 59 Minuten. Garin folgte ihm mit 22 Minuten Rückstand und Charles Meyer weitere zwei Minuten später; Meyer hatte Garin inzwischen weitere drei Minuten abgenommen. Um 14:30 Uhr ertönten die Signaltrompeten der Gemeinde Hem, um die ersten Fahrer in Roubaix anzukündigen.
Zehn Minuten später traf Josef Fischer im mit mehr als 10.000 Zuschauern komplett besetzten Vélodrome roubaisien ein, wo er unter den Klängen der Marseillaise noch sechs Runden absolvieren musste. Nachdem Fischer, blutend und verschmutzt, seine Ankunft mit seiner Unterschrift bestätigt hatte, wurde ihm ein Glas Champagner gereicht, und er wurde mit Blumen beschenkt. Er hatte das Rennen mit einer Durchschnittsgeschwindigkeit von 31 Kilometern in der Stunde absolviert. Meyer, der sich auf den zweiten Platz vorgearbeitet hatte, folgte nach 25 Minuten. Drei weitere Minuten später erreichte Garin das Ziel in der Radrennbahn. Er wurde besonders begeistert vom Publikum gefeiert, da er im rund 50 Kilometer entfernten Lens lebte. Vierter wurde Arthur Linton. Nach der Ankunft von Vendredi, der den 17. Platz belegte, wurde die Radrennbahn geräumt und das Zielbüro in das Café Richelieu auf dem Boulevard de Paris verlegt, wo es bis 18 Stunden nach Start geöffnet blieb. Dort kamen noch weitere elf Fahrer an; der letzte, dessen Zeit erfasst wurde, kam mit über acht Stunden Rückstand auf Fischer ins Ziel.

## Berichterstattung
Le Journal de Roubaix berichtete:

« Il serait difficile d'évaluer la foule qui, dès deux heures et demie, se trouvait déjà au Vélodrome de Roubaix, ce que l'on peut dire, c'est qu'elle était énorme, considérable, inouïe! Le vélodrome était noir de monde. Du monde aux tribunes, sur les gradins construits exceptionnellement, […], autour de la piste, du monde partout, partout. Même sur la pelouse où l'on voit les membres du jury –naturellement !- des peintres qui annoncent les résultats (6) sur des tableaux noirs, des photographes qui prennent quantités de vues. »

„Es ist schwierig, die Zahl der Zuschauer zu schätzen, die sich um halb 3 in der Radrennbahn von Roubaix eingefunden hatten, aber man kann sagen, sie war enorm, beträchtlich, unerhört!
Das Velodrom war schwarz von Menschen. Leute auf den Tribünen, auf den zusätzlich aufgebauten Sitzen, […], rund um die Bahn, Menschen überall, überall. Selbst auf den Wiesen, wo man die Mitglieder der Jury sah – natürlich! – die Anschreiber, die die Resultate auf schwarzen Tafeln verkündeten, die Fotografen, die viele Bilder machten.“

## Palmarès

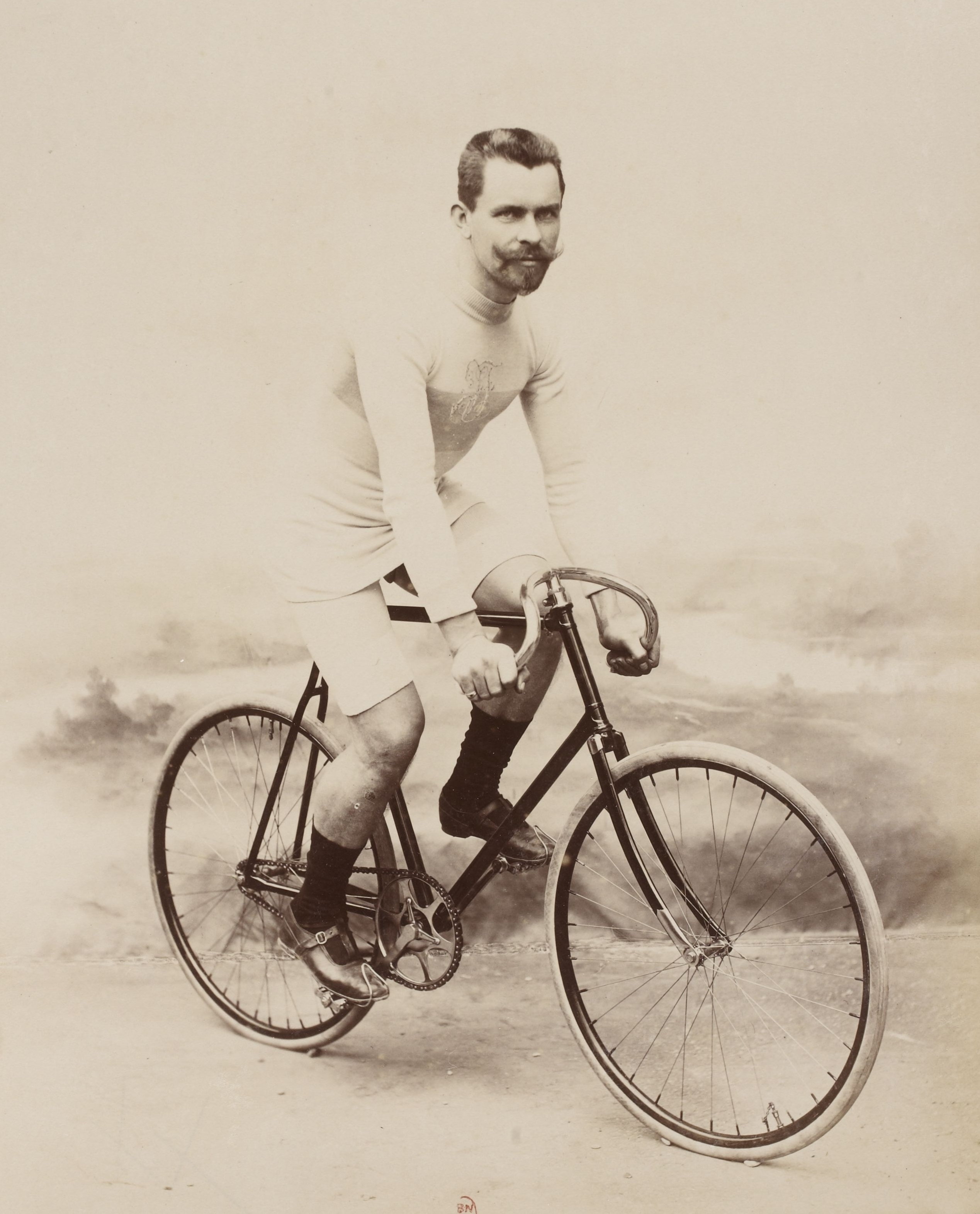
Josef Fischer war der erste Sieger von Paris–Roubaix.

| Platz | Fahrer               | Zeit                   |
| ----- | -------------------- | ---------------------- |
| 1     | Josef Fischer        | 9h 17′ 00″ 30,162 km/h |
| 2     | Charles Meyer        | +25′ 00″               |
| 3     | Maurice Garin        | +28′ 00″               |
| 4     | Arthur Linton        | +45′ 00″               |
| 5     | Lucien Stein         | +1h 01′ 00″            |
| 6     | Boinet               | +1h 01′ 50″            |
| 7     | Emile Van Berendonck | +1h 07′ 50″            |
| 8     | Henri Aries          | +1h 43′ 00″            |
| 9     | Gaston Pachot        | +2h 02′ 00″            |
| 10    | Pierre Mercier       | +2h 16′ 00″            |
| 11    | Gouff                | +2h 29′ 00″            |
| 12    | Eugène Faiteau       | +2h 44′ 00″            |
| 13    | Lierni               | +4h 03′ 00″            |
| 14    | Gaston Vart          | +4h 05′ 00″            |
| 15    | Amédée Naert         | +4h 16′ 00″            |
| 16    | Fritz Vanderstuyft   | +4h 17′ 00″            |
| 17    | Vendredi             | +4h 22′ 00″            |
| 18    | Emile Taquet         | +5h 22′ 00″            |
| 19    | Arsène Millocheau    | +6h 01′ 00″            |
| 20    | Lecornu              | +7h 23′ 00″            |
| 21    | Revilio Norsath      | +8h 01′ 00″            |
| 22    | Vautrelle            | +8h 02′ 00″            |
| 23    | Georges Aymard       | o. A.                  |
| 24    | Sagre                | +8h 11′ 00″            |
| 25    | Feys                 | +8h 39′ 00″            |
| 26    | Guillochin           | o. A.                  |
| 27    | Theron               | o. A.                  |
| 28    | Albert Dumas         | o. A.                  |